# Gračac (Prozor-Rama, BiH)
Gračac je naseljeno mjesto u općini Prozor-Rama, Federacija Bosne i Hercegovine, BiH.
Nalazi se na ušću Rame u Jablaničko jezero.

## Stanovništvo

### 1991.
Nacionalni sastav stanovništva 1991. godine, bio je sljedeći:
ukupno: 324
- Hrvati - 227
- Muslimani - 94
- ostali, neopredijeljeni i nepoznato - 3

### 2013.
Nacionalni sastav stanovništva 2013. godine, bio je sljedeći:
ukupno: 427
- Hrvati - 364
- Bošnjaci - 62
- ostali, neopredijeljeni i nepoznato - 1

## Vanjske poveznice
- glosk.com: Gračac[neaktivna poveznica]